# Minagrion canaanense
Minagrion canaanense är en trollsländeart som beskrevs av Santos 1967. Minagrion canaanense ingår i släktet Minagrion och familjen dammflicksländor. Inga underarter finns listade i Catalogue of Life.